# جورج دبليو. كروس
جورج دبليو. كروس (بالإنجليزية: George W. Cross)‏ هو سياسي أمريكي، ولد في 30 سبتمبر 1872 في بولاسكي في الولايات المتحدة. حزبياً، نشط في الحزب الجمهوري. وقد انتخب عضو مجلس نواب ولاية ميسوري.